# Joseph Vaissète
Joseph Vaissète (Gaillac, 1685 - Saint-Germain-des-Prés, 10 de abril de 1756) fue un religioso benedictino, historiador y geógrafo francés. 

## Biografía
Tras desempeñar durante un tiempo el cargo heredado de su padre de procurador del rey por Albigeois, en 1711 profesó en la abadía de La Daurade de Toulouse perteneciente a la congregación de San Mauro de la orden de San Benito; su aplicación en el estudio de la historia motivó que dos años después fuera trasladado a Saint Germain des Prés, casa matriz de la congregación y reconocido centro de producción literaria donde a la sombra de escritores consagrados como Bernard de Montfaucon, Michel Félibien o Edmond Martène crecían jóvenes promesas como Martin Bouquet, Charles de la Rue, Ursin Durand, Simon Mopinot, Guy Alexis Lobineau o el abate Prévost. 

## Obras

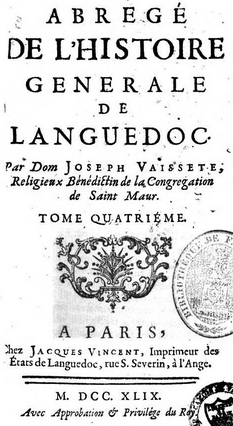

Su primer trabajo publicado apareció en 1722, una breve disertación sobre si los franceses descendían o no de los galos, escrita a manera de refutación de la que sobre el mismo tema sacara René-Joseph Tournemine.
Sin embargo su obra más conocida y extensa es una historia de la Francia meridional titulada "Histoire générale de Languedoc": cinco volúmenes in folio publicados entre 1730 y 1749; los dos primeros fueron compuestos en coautoría con Claude Devic antes del fallecimiento de éste, aprovechando los trabajos previos dejados por Antoine Gabriel Marcland y Pierre Auzières; el sexto tomo fue obra de su correligionario Nicolas François Bourotte.
Como compendio de ésta, en 1749 sacó "Abrégé de l'Histoire générale du Languedoc", otros seis volúmenes en formato in 12,y con las notas tomadas durante sus investigaciones históricas, en 1755 dio a la imprenta cuatro volúmenes de una geografía histórica titulada "Géographie historique, ecclésiastique et civile".